# Litopterna
Litopterna — вимерлий ряд ссавців, який жив у кайнозої у Південній Америці і вимер у пізньому плейстоцені. Літоптернів відносять до південноамериканських копитних (Meridiungulata), групі плацентарних ссавців, які досягли у кайнозої у географічно ізольованій Південній Америці найбільшої різноманітності видів і зазнали сильної адаптивної радіації.

## Особливості
Літоптерни відрізнялися подовженими кінцівками і редукцією кількості пальців на ногах, через що деякі представники ряду зовні дуже нагадували верблюдів або коней, займаючи, мабуть, схожі екологічні ніші. Зуби були відносно примітивними і, на відміну від інших південноамериканських копитних, не мали великої спеціалізації. Літоптерни харчувалися різною м'якою рослинністю. Розміри були від невеликих до середніх, максимальна висота у холці 1,5 м.

## Еволюційне тло
Цей ряд відомий лише з решток Південної Америки та Антарктиди. Litopterna, як і Notoungulata і Pyrotheria, є зразком копитних ссавців, які еволюціонували в ізоляції на континенті Південна Америка. Як і Австралія, Південна Америка була відокремлена від усіх інших континентів після руйнації Гондвани. У цей період ізоляції унікальні ссавці еволюціонували та заповнили екологічні ніші непарнокопитих і парнокопитих у Лавразії.
Ряд Litopterna мав велику кількість видів у палеоцені та спостерігається зменшення різномаїття у плейстоцені. Ранні форми Litopterna спочатку класифікувались європейськими та північноамериканськими палеонтологами як тісно споріднені з Condylarthra — ряд від якого, як вважали, походять сучасні копитні. Litopterna розглядали відгалуження Condylarthra, які еволюціонували ізольовано. «Condylarthra» тепер визнається сміттєвим таксоном — термін, який використовується в таксономії для позначення таксона, який виділений для приміщення туди організмів, які не підходять до інших суміжні групи (того ж рангу). Сучасна версія полягає в тому, що Litopterna є сестринською групою одного з таксонів копитних, рештки ранніх копитних знайдені в Євразії, а це означає, що всі копитні мають далеких спільних предків. Проте існує протилежна думка, що Litopterna (разом з іншими південноамериканськими копитними) походять незалежно від копитних на інших континентах, і тому вони не пов'язані з усіма групами, які колись називали Condylarthra, включаючи ранніх конеподібних та парнокопитих. У теорії незалежного походження Litopterna класифікуються з іншими ендемічними південноамериканськими копитними як клада Meridiungulata.
Мітохондріальна ДНК, яка нещодавно була видобута зі скам'янілостей Macrauchenia patachonica з печери на півдні Чилі, вказує на те, що Litopterna є сестринською групою конеподібних, що робить Litopterna справжніми копитними. Орієнтовна дата дивергенції — 66 мільйонів років тому. Аналізи колагенових послідовностей, отриманих з Macrauchenia та нотоунгулята Toxodon, довели, що нотоунгуляти є сестринською кладою до Litopterna Ця ідея контрастує з результатами деяких попередніх морфологічних аналізів, що Litopterna ближче до афротеріїв. Це узгоджується з деякими новішими морфологічними аналізами, які дозволяють припустити, що вони є базальними унгулятами. Назва Panperissodactyla була запропонована як назва нерозгалуженої клади, щоб включити perissodactyla та їх вимерлих родичів південноамериканських копитних.

## Класифікація
- Ряд Litopterna (всі види вимели)
  - Eolicaphrium
  - Lambdaconus
  - Paulogervaisia
  - Proacrodon
  - Proadiantus
  - Родина Protolipternidae — incertae sedis
    - Asmithwoodwardia
    - Miguelsoria
    - Protolipterna

  - Надродина Macrauchenioidea
    - Родина Adianthidae
      - Adianthinae
        - Adianthus
        - Proadiantus
        - Proheptaconus
        - Thadanius
        - Tricoelodus

      - Indaleciinae
        - Adiantoides
        - Indalecia

      - Proheptoconus

    - Родина Macraucheniidae
    - Родина Mesorhinidae
      - Coelosoma
      - Mesorhinus
      - Pseudocoelosoma

    - Родина Notonychopidae
      - Notonychops
      - Requisia

    - Родина Sparnotheriodontidae
      - Notiolofos
      - Notolophus
      - Sparnotheriodon

  - Надродина Proterotherioidea
    - Родина Proterotheriidae